# Nordlig snårtyrann
Nordlig snårtyrann (Sublegatus arenarum) är en fågel i familjen tyranner inom ordningen tättingar.

## Utseende och läte
Nordlig snårtyrann är en rätt liten tyrann med anspråkslös fjäderdräkt, som en diminuitiv topptyrann. Karakteristiskt är en liten näbb och runt huvud som ibland kan uppvisa en liten tofs. På det matt gråbruna huvudet syns endast en antydan av ett ljusare streck ovan ögat. Bröstet är ljusare grå, kontrasterande mot ljusgult på buken. På vingarna syns svaga vingband. Lätet består av en klar vissling.

## Utbredning och systematik
Nordlig snårtyrann delas in i sex underarter:
- S. a. arenarum – förekommer i Costa Rica och västra Panama
- S. a. atrirostris – förekommer i Pärlöarna (södra Panama) och norra Colombia
- S. a. glaber –förekommer i kustnära norra Venezuela, norra Guyana, Trinidad, Margarita och Patos Island
- S. a. pallens – förekommer på Curaçao
- S. a. tortugensis – förekommer på Isla La Tortuga (norra Venezuela)
- S. a. orinocensis – förekommer längst ut i östra Colombia, i Orinoco-dalen i södra Venezuela och i intilliggande Brasilien

## Levnadssätt
Nordlig snårtyrann hittas i snårig ungskog. Den påträffas enstaka eller i par.

## Status
Arten har ett stort utbredningsområde och beståndet anses vara stabilt. Internationella naturvårdsunionen IUCN listar den därför som livskraftig (LC). Beståndet uppskattas till i storleksordningen en halv miljon till fem miljoner vuxna individer.